# Sei Nazioni femminile 2004
Il Sei Nazioni 2004 fu la nona edizione del torneo rugbistico femminile del Sei Nazioni.
Fu disputato dal 14 febbraio al 27 marzo 2004 nei fine settimana concomitanti con le gare dell'edizione di quell'anno del Sei Nazioni maschile.
Il torneo fu vinto dalla Francia, che realizzò il Grande Slam, mentre l'Inghilterra conseguì il Triple Crown, avendo battuto tutte le altre tre formazioni britanniche.
Al Galles andò invece il Whitewash.

## Calendario

### 1ª giornata
| Cardiff 14 febbraio 2004 | Galles | 10 – 30 | Scozia | Arms Park |

| Saragozza 15 febbraio 2004 | Spagna | 3 – 71 | Inghilterra | Pinares de Venecia |

| Savigny-sur-Orge 15 febbraio 2004 | Francia | 22 – 5 | Irlanda |  |

### 2ª giornata
| Limerick 21 febbraio 2004 | Irlanda | 13 – 14 | Galles | Thomond Park |

| Galashiels 21 febbraio 2004 | Scozia | 7 – 20 | Inghilterra |  |

| Perpignano 21 febbraio 2004 | Francia | 24 – 0 | Spagna |  |

### 3ª giornata
| Londra 6 marzo 2004 | Inghilterra | 51 – 0 | Irlanda | Twickenham |

| Lalín 6 marzo 2004 | Spagna | 6 – 5 | Scozia |  |

| Cardiff 7 marzo 2004 | Galles | 0 – 22 | Francia | Arms Park |

### 4ª giornata
| Londra 20 marzo 2004 | Inghilterra | 53 – 3 | Galles | The Stoop |

| Limerick 20 marzo 2004 | Irlanda | 7 – 8 | Spagna | Thomond Park |

| Edimburgo 21 marzo 2004 | Scozia | 12 – 16 | Francia | Murrayfield |

### 5ª giornata
| Lione 27 marzo 2004 | Francia | 13 – 12 | Inghilterra |  |

| Cardiff 27 marzo 2004 | Galles | 7 – 12 | Spagna | Arms Park |

| Limerick 27 marzo 2004 | Irlanda | 0 – 17 | Scozia | Thomond Park |

## Classifica
| Pos | Squadra     | G | V | N | P | PF  | PS  | DP   | Pt |
| --- | ----------- | - | - | - | - | --- | --- | ---- | -- |
| 1   | Francia     | 5 | 5 | 0 | 0 | 97  | 29  | +68  | 10 |
| 2   | Inghilterra | 5 | 4 | 0 | 1 | 207 | 26  | +181 | 8  |
| 3   | Spagna      | 5 | 3 | 0 | 2 | 29  | 114 | −85  | 6  |
| 4   | Scozia      | 5 | 2 | 0 | 3 | 71  | 52  | +19  | 4  |
| 5   | Galles      | 5 | 1 | 0 | 4 | 34  | 130 | −96  | 2  |
| 6   | Irlanda     | 5 | 0 | 0 | 5 | 25  | 112 | −87  | 0  |